# Rihour
Het metrostation Rihour is een station van metrolijn 1 van de metro van Rijsel, gelegen in het centrum van de Noord-Franse stad Rijsel. De naam van het station komt van Place Rihour, het plein waaronder het station gebouwd werd. Het wordt ook wel het station van het kleine Louvre genoemd, omdat aan de buitenkant enkel een kleine piramide van glas te zien is die licht geeft aan het station.

## Omgeving
- De VVV van Rijsel
- Kathedraal van Rijsel
- Palais Rihour
- Place du Général-de-Gaulle (Grand-Place)
- Théâtre du Nord